# Matt Adler
Matt Adler és un actor estatunidenc, nascut el 8 de desembre del 1966 a San Fernando, Califòrnia. Va començar a ser conegut en les pel·lícules de la dècada dels '80: Dream a Little Dream, Teen Wolf i White Water Summer. Adler està casat amb Laura San Giacomo des del 2000. També és conegut per la seva interpretació a la pel·lícula El dia de demà (2004)